# Hugo Rosenthal (Pädagoge)
Hugo Rosenthal (* 14. Dezember 1887 in Lage; † 6. Dezember 1980 in Haifa) war ein deutsch-israelischer Pädagoge. Nach einem ersten Israelaufenthalt zwischen 1924 und 1929 übernahm er 1933 die Einrichtung des von Anna Essinger mitgegründeten Landschulheims Herrlingen und gründete dort das Jüdische Landschulheim Herrlingen. Nach dessen Auflösung im Jahre 1939 zog er mit seiner Familie in das britische Mandatsgebiet Palästina. Zeitgleich mit seiner Einwanderung nahm er den Namen Josef Jashuvi an. Von 1940 bis 1956, dem Jahr seines Ruhestandes, war er Leiter des Kinder- und Jugendheims Ahavah in Kirjat Bialik, dessen Wurzeln in Berlin lagen.

## Hugo Rosenthals Leben bis 1933

### Frühe Jahre und Erster Weltkrieg
In der Yad Vashem Documentation belonging to Josef Hugo Rosenthal-Jashuvi (siehe Quellen) befindet sich ein zweiseitiger Lebenslauf, geschrieben vermutlich im November 1966, der mit dem Eintrag „1887 geboren in Lage i. Lippe“ beginnt, und endet mit „1966 erscheint mein Buch mit Beihilfe des Ministeriums für Erziehung und Kultur und der Jugendalijah==herausgegeben von der Unterrichtsabteilung der Stadt Haifa.“ Das erwähnte Buch ist 1966 tatsächlich erschienen (Education and tradition: forty years of education), doch hier soll es zunächst um Rosenthals frühe Jahre gehen.
Rosenthal erwähnt in seinem Lebenslauf nicht seinen familiären Hintergrund. Er wurde „als fünftes Kind in einer neunköpfigen Geschwisterreihe geboren und wuchs in einem liberal-religiösen Milieu auf. Er war sehr begabt und zeigte früh musikalische Fähigkeiten.“ Von 1893 bis 1903 war er zunächst Schüler der „Israelitischen Elementarschule“ in Lage, und dann der Städtischen Mittelschule in Bielefeld. Von 1903 bis 1908 besuchte er Vorbereitungsklassen der Marks-Haindorf-Stiftung in Münster, womit der Besuch des von Meier Spanier geleiteten Lehrerseminars gemeint war. In diese Zeit fällt Rosenthals Hinwendung zum Zionismus, die er ausdrücklich erwähnt und in Zusammenhang stellt mit dem Tod von Theodor Herzl: „1904  Zionist (im Hamburger Israel. Familienblatt las ich die Nachricht vom Tode Theodor Herzls und das Basler Progr.“) Rosenthal wurde in Münster nicht nur zum Lehrer ausgebildet, sondern auch zum Vorbeter.
Für die Jahre 1908 bis 1914 erwähnt Rosenthal seine Tätigkeiten als Lehrer, Religionslehrer und Vorbeter. Dass er bis 1910 in Gütersloh an einer einklassigen jüdischen Volksschule unterrichtet hat, erwähnt er nicht, dafür aber seine offenbar parallel zu den erwähnten Tätigkeiten betriebene Weiterbildung: „Neue Wege in der unterrichtlichen (erzieherischen) Arbeit der Volksschule, z. T. unter Einfluss der „Bremer Lehrer“ – Besuch des Landerziehungsheims am Solling (1908!) Pädagogische Studien zur Staatsprüfung: E. Neumann, Einführung in die experimentelle Pädagogik Kerschensteiner: Begriff der Arbeitsschule“. Das zeigt, dass er sich schon früh mit den fortschrittlichsten pädagogischen und (schul-)psychologischen Strömungen seiner Zeit vertraut gemacht hat.
Als Soldat der ersten Stunde nahm Hugo Rosenthal von 1914 bis 1918 am Ersten Weltkrieg teil und war Frontsoldat in Frankreich und Polen. Er erwähnt seine Kriegsauszeichnungen und Verwundungen, nicht aber den „Tod seines jüngeren Bruders, der direkt neben ihm umkam“.

### Wolfenbütteler Jahre
Rosenthals Lebenslauf für die Jahre 1919 bis 1924 beginnt mit seiner Heirat und endet mit seiner Auswanderung nach Palästina. Er heiratete die aus Sterbfritz stammende Betty ‚Judith‘ Goldschmidt (* 28. September 1893 – † 1976), „eine Musikerin und ausgebildete Konzertpianistin. Von 1920 bis 1924 lebten sie mit ihren drei Kindern in Wolfenbüttel, wo Rosenthal an einer traditionsreichen jüdischen Mittelschule angestellt war.“
Bei dieser „traditionsreichen jüdischen Mittelschule“ handelte es sich um die Samson-Schule. Rosenthal selber geht darauf nicht weiter ein, verweist aber auf sein nun zunehmendes jüdisches Engagement, der Errichtung eines Hachschara-Zentrums und der Mitbegründung des Brith Haolim, eines jüdischen Wanderbundes. Marco Kissling hat diese Engagements etwas genauer betrachtet. Danach wurde Rosenthal 1920 an die Samson-Schule berufen und richtete in der zur Schule gehörenden Gartenbauschule eine Hachschara-Stätte ein. Er beteiligte sich an den Diskussionen um den Neuaufbau der zionistischen Jugend in Deutschland nach dem Prunner Bundestag des jüdischen Wanderbundes Blau-Weiß von 1922, in dessen Folge der Brith Haolim aus dem Wolfenbütteler Hachscharah-Zenrum heraus entstanden sei.:S. 128
Die Gründung des Brith Haolim erfolgte im Frühjahr 1923 in Schlüchtern. Kissling spricht zwar von einem Treffen in Fulda, was aber nach Aussagen zweier Beteiligter falsch ist. Sowohl Richard Markel:S. 127, als auch Rosenthal:S. 128 nennen Schlüchtern als Tagungsort. Nach Markel ging die Initiative zu dem Treffen aber von einer Fuldaer Jugendgruppe aus. Anwesend waren dort neben Markel und Rosenthal auch Rudolf Samuel, Gershom Scholem und Ernst Simon. Die beiden wichtigsten Referate bei dem Treffen scheinen Samuel und Rosenthal gehalten zu haben, und über sie schrieb Rosenthal – sich selbst referierend – in seinem Rückblick aus dem Jahre 1930:

„In zwei Referaten wurde versucht einen Weg aufzuweisen. Hugo Rosenthal knüpfte an den Bundesgedanken der Thora an. Bund ist Bund mit Gott und Bund mit den Menschen. Der Bund mit Gott findet seinen Ausdruck im Religionsgesetz. Der Bund mit den Menschen im Sozialismus. Das Judentum strebt einer Synthese von Religion und Sozialismus entgegen. In den Propheten hat sieh diese Synthese vollzogen. In der Sabbathinstitution hat sie ihren ersten speziellen Ausdruck gefunden. Aufgabe eines jüdischen Jugendbundes ist es, auf der Grundlage der Chaluziuth Religion und Sozialismus erneut zur Synthese zu führen. – Rudolf Samuels Referat ging von der Naturwissenschaft aus und suchte die Notwendigkeit eines ‚Volks-Sozialismus‘ zu erweisen.“

Nach Rosenthal hatte der Brith Haolim mit diesen Referaten zwar eine Richtung gefunden, aber noch keinen Weg zu ihrer Verwirklichung. Für ihn folgte der nächste Schritt dazu auf dem ersten Bundestag im Juli 1923 auf dem Ohrberg (Klein Berkel) bei Hameln, bei dem sich der Brith Haolim als „Nachwuchsbewegung für die palästinensische Arbeiterschaft“ definierte und „die Erziehung zum Sozialismus als allgemein anerkanntes Postulat in den Vordergrund der Arbeit“ gestellt worden sei. Zugleich war nach Rosenthal „von religiösen Intentionen“ bei diesem Treffen nur wenig zu spüren gewesen.:S. 129 Letzteres scheint Rosenthal, der auf dem Ohrberg in das Leitungsorgan des Brith Haolim einzog:S. 189, nicht gestört zu haben, obwohl er ja eigentlich für eine Synthese von Religion und Sozialismus plädiert hatte. Er blendete bei seinem Rückblick auch ein Treffen aus, das am 24./25. März 1923 in Wolfenbüttel stattgefunden hatte, und bei dem er sich im Rahmen einer Sabbatfeier an diejenigen gewandt habe, „welche – dem jüdischen Gesetz entfremdet – nach Erez Israel als Zionisten zurückkehren“ würden.:S. 126
Markel referierte ausführlich aus dieser Ansprache von Rosenthal, die im Dezember 1923 unter dem Titel Der Sabbath auch veröffentlicht wurde. Wenn unten im Abschnitt Zionismus und Reformpädagogik davon die Rede sein wird, dass Rosenthals reformpädagogische Begeisterung immer schon einen religiösen Unterbau gehabt habe, so bemüht er sich am Beispiel des Sabbat um den Nachweis, dass den religiösen Geboten immer auch ein sozialer Gedanke innewohnt, dem zur Folge der Ruf des Propheten nach Gerechtigkeit auf die Synthese von Religion und Sozialismus verweise. Für Rosenthal folgt daraus: „Der Sabbath, die älteste religiöse Institution des Judentums überhaupt, ist die Urform des religiös-sozialen Ausdrucks im Judentum“:S. 715, und diese gelte es gegenüber orthodoxen Auslegungen der Gebote, denen „der Unsinn der Wörtlichkeit die tiefe Absicht des Gedankens verschüttet hat“ mit neuem Geist ins Bewusstsein der jüdischen Jugend zurückzuholen.:S. 717 Das dürfe nicht gegen die Religion geschehen, sondern mit ihr, denn der Kern des Sabbatgedankens, die „Notwendigkeit des Wechsels von Arbeit und Ruhe“, kann nur sieghaft sein, „wenn er vom Flügelschlag des Unendlichen, alles Einenden, von der Religion getragen wird. Ihr Enthusiasmus allein vermag ihn von Zeit zu Zeit, von Raum zu Raum hinüberreichen.“:S. 718
Für Rosenthal kann sich der religiös-soziale Sabbatgedanke in zweifacher Weise ausdrücken: in sinnlich wahrnehmbarer Form, die die Besonderheit des Tages greifbar werden lässt, und durch mystische Erfahrung, die den „von Heiligem erfüllten Raum, in welchem für das Weltgetriebe kein Platz ist“, öffnet. Diese höchste Erfahrungsstufe der Religiosität ist jedoch eine sich stets neu gestaltende Empfindung, die begleitet wird von einer „eine gewisse Menschheitszeit gültigen Formel ihres Erlebnisses“ – dem religiösen Gesetz.:S. 721 Wenn diese beiden Stränge auseinander driften, die Nabelschnur zwischen ihnen durchschnitten wird, „dann wird das Gesetz zu lebloser Satzung“.:S. 721 Mit Blick auf den Sabbat ist für Rosenthal dieser Zeitpunkt gekommen:

„Der soziale Gedanke des Sabbath hat dieses Erstarren seines Gesetzes erfahren. Und wir befinden uns heute in einer Situation, in der Bruch des Gesetzes notwendig erscheint, damit der Gedanke auf aufs Neue sich formen kann. […] Wir wollen den Kampf der Mischnahlehrer um die Formeln des sozialen Erlebnisses, um das Gesetz wieder aufnehmen. […] Wie in ihrem Kampf sich Gesetze formten, so mag aus unserem Kampf mit ihnen das neue Gesetz hervorgehen, durchströmt von der Kraft unseres Gedankens. Das ist ein Werk, das Jahrhunderte braucht. Aber wir leben in einer Zeit des Anfangs! Aufgabe einer Jugend, die Verwirklichung des Sozialismus durch Chalutziut will, die andererseits aber auch wieder zu lernen beginnt, ist es, Träger des Anfangs zu sein“

Um seine Vorstellungen vom sozialen Gedanken des Sabbats zu illustrieren, greift er auf Texte aus der Tora zurück und sieht in ihnen bereits eine Grundforderung des Sozialismus festgeschrieben: „Die Beseitigung des Bodenbesitzes als Quell allen Besitzes.“:S. 722 Die Sabbatruhe ist für ihn eine notwendige „Unterbrechung des schaffenden und erwerbenden Strebens der Menschen“, die, da sie allen Menschen zustehe, also auch den Sklaven, ein Versuch sei „zu konsequenter Durchführung der ‚Verkündigung der Menschenrechte‘.“ Und da er den siebentägigen Sabbatrhythmus über den Wochenrhythmus hinaus verlängert zum Rhythmus der Sabbatjahre und der Jubeljahre, bekommt für ihn das Gebot der Sabbatruhe als Gebot zur „Unterbrechung der schaffenden Arbeit“ auch eine ökologische Dimension, wenn er aus den heiligen Schriften die Maxime zitiert: „Sechs Jahre sollst du dein Land besäen … im siebenten Jahre aber sollst du es brach liegen lassen.“:S. 723
Für Rosenthal hat die Forderung des Ausruhens von der Arbeit die stärkste Wirkung entfaltet. Diese soziale Seite des Sabbatgedankens habe aber dessen religiöse Seite in den Hintergrund gedrängt, deren Ausdrucksformen in Gottesdienst und Gebet erstarrt seien. Der Sabbatgdanke sei ein „Mechanismus unserer Zeit“ geworden, „Gegenstand des Weltgetriebes, statt wie ursprünglich ein Teil der Weltordnung“. Eine neue „Schwungkraft des Religiösen“ müsse dafür sorgen, dass der Weg des Sabbatgedankens „dem großen, von unseren Propheten geschauten Ziele zuführt: dem ewigen Menschheitssabbath“. Die daraus abgeleitete Aufgabe lautet: „Wir dem überlieferten Gesetz untreue Kinder unseres Volkes wollen den heiligen Sabbath wieder an seine Stelle einsetzen. Er soll uns, wie er es unseren Vätern war, Ausgangspunkt neuer Jüdischkeit werden“:S. 724, zum „Symbol des Andersseins, dieses Andersseins, das wir als die Synthese von Religion und Sozialismus begriffen“.:S. 725 Vorerst erschöpft sich dieses „Anderssein“ noch in der Herstellung einer vom Alltag losgelösten Atmosphäre, die „uns aus dem Alltag in die Schwingungen des Heiligen versetzten“ wird – durch die Romantik der Schabbatlichter ebenso, wie durch Lieder der Chaluziuth oder durch Gesänge von Brahms und Schubert.:S. 726 Doch für Rosenthal kann dies nur der Anfang sein.

„Freilich wird uns dies bald nicht mehr genügen. Wir werden an uns erfahren, daß es des Zeitraums von einem Untergang der Sonne bis zum nächsten bedarf, um mehr als einen Blitz des Sabbath in uns zu fühlen. Wir werden hungrig nach der vollen breiten Ruhe des Sabbathtages. Und wir werden endlich fühlen: auch dies ist noch ‚mizrajim‘, Knechtschaft. Aber uns, die wir den Willen haben, das Land unserer Väter aufzubauen, die alte jüdische Synthese von Religion und Sozialismus in Erez Israel wieder zu verwirklichen, uns winkt ‚cheruth‘, Freiheit: die Möglichkeit, auch den Sabbath wieder als stärksten Ausdruck dieser Synthese zu feiern. Daß sie ‚cheruth al haluchoth‘ – Freiheit im Gesetze – sein muß, dies zu erkennen durch ‚Lernen‘, zu verwirklichen durch ‚Chaluziuth‘ ist Aufgabe der heimkehrenden jüdischen Jugend.“

Viele von Rosenthals Sabbatgedanken – wenngleich ohne den expliziten Bezug zum Sozialismus – finden sich später wieder in seinen Konzepten zur religiösen Erziehung im Jüdischen Landschulheim Herrlingen. Vorerst aber scheinen sie nicht auf besonders fruchtbaren Boden gefallen zu sein, wie Richard Markel zu dem Wolfenbütteler Treffen anmerkte.

„Die Rede wurde mit dem Respekt angehört, den junge Menschen für ihren Lehrer empfinden können, ohne Widerrede, aber dem Vernommenen gegenüber fremd. Mit all seinem Bemühen, dieser Jugend seine Religiosität weiterzugeben, stand Rosenthal fast allein. Diese Jugend war erfüllt vom sozialen Pathos des Judentums und strebte nach individueller Verwirklichung des Zionismus im sozialen Aufbau Erez Israels. Ob dabei die alte jüdische Überlieferung ihr etwas bedeute, blieb eine offene Frage.“

Rosenthals Ausführungen über den Sabbat lassen nicht erkennen, dass er kurz davor stand, Deutschland zu verlassen. In einem nachträglichen handschriftlichen Zusatz in einem Lebenslauf aus dem Jahr 1966 weist er aber für den Zeitraum 1919 bis 1924 auf den Besuch der Kunstgewerbeschule in Braunschweig („Kartonage u. Buchbinder“) und einen Kurs an der Hochschule für Leibeserziehung in Berlin hin. Das sieht nach gezielter Vorbereitung aus auf das, was dann auch 1924 tatsächlich erfolgte, die Alija, die Einwanderung nach Palästina zusammen mit der gesamten Familie, zu der inzwischen drei Kinder gehörten: Gabriel (1920–1943), Uriel (1923–2017) und Rachel (später verheiratete Galay).

### Erster Palästina-Aufenthalt
Von 1924 bis 1929 war Hugo Rosenthal Lehrer an der hebräischen Realschule in Haifa, wo er als Sport- und Werklehrer gearbeitet habe. Er habe dort auch ein Institut für Kinderforschung gegründet, und sei dann 1929 aufgrund gesundheitlicher und wirtschaftlicher Probleme nach Deutschland zurückgekehrt.  Rosenthal wählt eine andere Lesart: Er sei zur Erweiterung seiner Berufsbildung zurückgekehrt und dann Lehrer an einer Berliner Volksschule geworden. Und offenbar war auch nur ein vorübergehender Aufenthalt in Deutschland geplant, denn er schreibt: „Das schnelle Wachstum der nationalsozialistischen Bewegung bewog mich zum Aufschub meiner Rückkehr nach Erez Israel.“ Er übernahm von 1931 bis 1933 laut Lebenslauf die „Leitung einer Arbeitsgemeinschaft von Lehrern, Studenten, Jugendführern über Fragen jüd. Erziehung“ und „brachte eine erstaunliche Fülle wissenschaftlicher und publizistischer Veröffentlichungen hervor“. Eine Auswahl dieser Schriften hat Lucie Schachne in ihre Bibliographie aufgenommen.

### Das Jahr 1933
Das Jahr 1933 spielt in seiner politischen Dimension keine Rolle in Hugo Rosenthals Lebenslauf. Anna Essinger schien damals „Deutschland nicht länger ein Ort zu sein, an dem man Kinder in Ehrlichkeit und Freiheit großziehen konnte“, weshalb sie für das Landschulheim Herrlingen eine neue Heimat außerhalb Deutschlands suchte. Hugo Rosenthal und seine Frau zogen einen anderen Schluss: „Meine Frau und ich beschliessen in Deutschland zu bleiben, solange eine Möglichkeit zu geordneter erziehrerische[r] Arbeit für mich bestehen würde.“ In einem späteren Manuskript, das aber nicht mehr zur Veröffentlichung kam, bezeichnet er diese Entscheidung von ihm und seiner Frau gar als Entschluss, „an der neu entstandenen jüdischen Front in Deutschland zu verharren“. Zu diesem „Ausharren an der jüdischen Front“ gehörte auch eine rege publizistische Arbeit. „In den Sommermonaten des Schicksalsjahres 1933 bemühte er sich mit allen Mitteln publizistischer Überzeugungskraft, die jüdischen Eltern und Gemeindevertreter immer Wieder aufzurütteln, indem er ihnen die Gefahren aufzeigte, denen ihre Kinder durch das Verbleiben auf den Staatsschulen ausgesetzt waren. Darüber hinaus entwickelte er seine Theorie einer geplanten jüdisch-deutschen Schulbildung, welche die bisherige Erziehung positiv ersetzen und gleichzeitig den praktischen Forderungen einer Auswanderung entsprechen sollte.“ Schachne zitiert in diesem Zusammenhang aus einem Aufsatz Rosenthals, den dieser am 16. Juni 1933 in der Jüdischen Rundschau, für deren im Frühjahr 1933 geschaffene „Erziehungsbeilage“ er verantwortlich war, veröffentlicht hatte:

„Die Synthese von Judentum und Allgemeinbildung, die sich in dem letzten Jahrhundert angebahnt hat, bedarf noch ihrer Krönung. Im Ghetto beschränkten wir uns auf jüdische Bildung; nach der Emanzipation schlug das Pendel nach der andern Seite aus. Jetzt aber, wo eine neue Periode deutsch-jüdischen Lebens beginnt, geht es darum, beides zu vereinigen und in moderner Form unserer Jugend das unvergleichliche Erbe jüdischen Geistes ebenso zu vermitteln wie jüdische Gegenwartskunde und Zukunftswillen, zugleich aber sie mit Weltlicher Bildung und mit der großen Kultur, in die unser Leben eingeschlossen ist, vertraut zu machen. Wir Wollen unsere Menschen nicht in eine Enge zurückführen, sondern ihnen die Weite des Horizontes eröffnen. Dies kann aber ohne Schaden nur dann geschehen, wenn man selbst auf festem Boden steht. Diese Aufgabe ist keine »zionistische«, sondern eine gesamt-jüdische.“

Trotz dieser unterschiedlichen Einschätzungen kam es wenig später zu einer Begegnung zwischen Anna Essinger und Hugo Rosenthal, die zur Gründung des Jüdischen Landschulheims Herrlingen führte.

## Die Herrlinger Jahre
Die Zeit zwischen 1933 und 1939 ist Rosenthal in seinem Lebenslauf nur zwei knappe Sätze Wert: Gründung des Heims, Auflösung des Heims. Auf seine Arbeit dort geht er nicht weiter ein. Das tut er erst viele Jahre später, Mitte der 1970er Jahre, als er sich damit beschäftigt, die Geschichte des Jüdischen Landschulheims Herrlingen zu verfassen und sich dazu auch Archivmaterial aus Deutschland besorgt. Das handschriftliche Manuskript dieser geplanten, aber nicht mehr realisierten Veröffentlichung, liegt heute in Yad Vashem (siehe Quellen). Aus ihm lässt sich die Geschichte des neben Caputh und Coburg dritten Jüdischen Landschulheims gut rekonstruieren.

Wann Anna Essinger, nachdem sie den Entschluss gefasst hatte, mit ihren Schülern nach England auszuwandern, über eine weitere Verwendung ihres Herrlinger Anwesens nachdachte, ist nicht bekannt. Doch war es nach Hugo Rosenthal sie (von ihm stets „Fräulein Essinger“ genannt), die sich während dieses Prozesses mit ihm in Verbindung setzte. 

„Wir wussten voneinander, aber kannten uns nicht. Anfang August 1933, am gleichen Tage, an dem der letzte Möbelwagen die steile Wippinger Landstrasse hinab fuhr, traf ich zu einem 24 stündigen Besuch in Herrlingen ein. […] Wir besprachen in grossen Zügen die Voraussetzungen zur Übernahme ihres Anwesens. Doch nicht die finanziellen Fragen standen dabei im Vordergrund. Die würden gelöst werden oder sie würden nicht gelöst werden.
In welcher Beziehung wird das neue Heim zur Besitzerin des früheren stehen, zu der ich in ein Pachtverhältnis treten musste, wird sich daraus eine Abhängigkeit anderer Art ergeben? Diese und ähnliche Grübeleien verflogen wie Rauch schon zu Beginn unserer Unterhaltung. Sie beabsichtigte das Anwesen ihrem Bruder in Ulm zu übergeben, der als Zionist nicht weniger interessiert sei als sie selbst, dass das Heim künftig der jüdischen Erziehung diene.“

Essinger und Rosenthal, für den die Aussicht auf eine Arbeit in einem Landschulheim die war, die er seit seiner „frühesten Erziehertätigkeit als die vollkommendste angesehen hatte“, waren sich schnell einig. Nach gemeinsamen Verhandlungen mit der Ministerialabteilung für die Höheren Schulen in Stuttgart, die seitens der Behörde und mit viel Wohlwollen für Anna Essinger Theodor Bracher (1876–1955) führte, der Vater des späteren Politikwissenschaftlers Karl Dietrich Bracher, wurde durch einen Erlass vom 20. September 1933 die Fortführung des Landschulheim Herrlingen in seiner bisherigen Form genehmigt. Unter Berufung auf diesen Erlass stellte die Ministerialabteilung am 2. November 1933 aber noch einmal ausdrücklich klar, dass unter „Fortführung in der bisherigen Form“ keine Umwandlung des Landschulheims in eine jüdische Schule zu verstehen sei und der Gebrauch der Bezeichnung „Jüdisches Landschulheim“ zu unterbleiben habe. Rosenthal hat sich an diese Auflage gehalten, woraus der Widerspruch resultierte, dass er immer nur für sein „Landschulheim Herrlingen“ Werbung betrieb, während dieses längst in der jüdischen Öffentlichkeit als „Jüdisches Landschulheim Herrlingen“ bekannt war.
Die wichtigsten Aufgaben, die vor und nach der Eröffnung des Landschulheims im Oktober 1933 in Angriff zu nehmen waren, betrafen die organisatorische und die finanzielle Sicherstellung des laufenden Betriebs. Hugo Rosenthal erwähnt in diesem Zusammenhang zwei Menschen, die ihm dabei besonders geholfen haben: seinen Freund Hans Beyth und Otto Hirsch. Hirsch, Präsident des Oberrats der Israelitischen Religionsgemeinschaft in Württemberg und Geschäftsführer der Reichsvertretung der Deutschen Juden, sicherte Rosenthal schon bei ihrer ersten Begegnung zu, die Betriebsmittel für das erste Halbjahr zu beschaffen.
Das Landschulheim nahm anfangs eine erfreuliche Entwicklung und konnte stetig steigende Schülerzahlen verzeichnen. Allerdings war es auch auf allen Ebenen – auf der der Schülerinnen und Schüler ebenso wie auf der der Lehrerinnen und Lehrer – einer starken Fluktuation ausgesetzt. Die Gründe hierfür waren immer die gleichen: Auswanderung, Berufsvorbereitung, Verminderung der finanziellen Leistungsfähigkeit. Das Schuljahr 1937–38 endete noch mit einer vollen Belegung des Heims, doch mit dem Schuljahr 1938/39 setzte eine deutliche Abnahme der Schülerzahlen ein, die sich nach dem Anschluss Österreichs noch steigerte. Die Schule verfügte nun nur noch über 25 Schüler, ihre Schließung wurde absehbar und erfolgte zu Ostern 1939. Am 1. April 1939 teilte Hugo Rosenthal der Ministerialabteilung für die Höheren Schulen in Stuttgart die Schließung des Landschulheims mit und bat um Unterstützung bei seinen Bemühungen, Einrichtungsgegenstände mit ins Ausland nehmen zu dürfen. Seine Kinder hatten zu diesem Zeitpunkt das Land bereits verlassen. Damit endeten nach 28 Jahren die Geschichte der Landschulheime in Herrlingen. Die Gebäude wurden anschließend als jüdisches Zwangsaltersheim genutzt.
Die Monate bis zu seiner Auswanderung verbrachte Hugo Rosenthal in Herrlingen und in Lautern (Blaustein), wohin „er sich schon früher gelegentlich mit seiner Frau zurückgezogen hatte“. Die Yad Vashem Documentation belonging to Josef Hugo Rosenthal-Jashuvi zeigen, dass Rosenthal schon eine lange und enge Verbindung zu diesem Örtchen hegte, in dem das Landschulheim sogar ein Haus angemietet hatte, das als eine Art Schullandheim genutzt wurde. Der viel später entstandene Text Rosenthals macht deutlich, wie sehr er sich dieser Landschaft und ihrer Geschichte verbunden fühlte und bestätigt, was sein Sohn Uriel über die unmittelbare Zeit vor der Auswanderung berichtet: dass sein Vater noch viel in der Gegend gewandert sei, „um sich, mit der Kamera bewaffnet, noch viele letzte Erinnerungen mitzunehmen“.
Hugo Rosenthal und seine Frau verließen im August 1939 das Deutsche Reich in Richtung Palästina.

## Leben und Wirken in Israel
In seinem Lebenslauf vermerkt er: „1939  15. August von Hans Beyth und unseren drei Kindern im Hafen von Tel Aviv empfangen.“ Nach der Ankunft lebte die Familie für einige Monate in dem von Siegfried Lehmann gegründeten Kinder- und Jugenddorf Ben Shemen. Rosenthal frischte hier seine hebräischen Sprachkenntnisse auf und legte sich in dieser Zeit auch seinen hebräischen Namen zu. Fortan nannte er sich Josef Jashuvi. „‚Yashuvi‘ – der Zurückgekehrte – wollte er heißen. Sein Irrtum, der ihm damals natürlich nicht bewußt war, bestand darin, daß dieses Wort eigentlich ‚Siedler‘ bedeutet. Aber auch der ‚Siedler‘ entsprach sowohl seiner Lebensweise als auch seiner Haltung zur neuen Heimat.“
1941 übersiedelte Josef Jashuvi nach Kirjat Bialik und wurde Leiter des Kinderheims „Ahava“ (Liebe) in Haifa. Dieses Heim war ursprünglich ein Berliner Waisenhaus, das zwischen 1934 und 1938 unter der Leitung von Beate Berger nach Palästina auswandern konnte. Für seine Arbeit dort sei er sowohl von der Kinder- und Jugend-Alijah als auch der FICE ausgezeichnet worden.
Nach seiner Pensionierung im Jahre 1956 zogen Josef Jashuvi und seine Frau nach Kirjat Amal in der Nähe von Haifa. Er verfasste hier noch zahlreiche Theoretische Arbeiten über Erziehung und Psychologie, bereitete Vorträge vor, schrieb Märchen und begann mit Arbeiten an einer Autobiografie. Sein letzter Eintrag in dem zuvor schon mehrfach zitierten Lebenslauf betrifft das Jahr 1966 mit dem bevorstehenden Erscheinen des Buchs Education and tradition: forty years of education (siehe unten).
Seine Frau Betty, von ihm ‚Judith‘ genannt, starb im Oktober 1976. Er selber, der seine letzten Lebensjahre in einem Heim verbracht hatte, starb am 6. Dezember 1980.

## Zionismus und Reformpädagogik
Am Beispiel zweier Aufsätze (Versuche mit neuer Erziehung in Palästina und Jüdisches Land und jüdisches Schicksal), die Hugo Rosenthal nach seiner Rückkehr von seinem ersten Palästina-Aufenthalt Anfang der 1930er Jahre veröffentlicht hat, verweist Peter W. A. Schmidt auf den Stolz den Rosenthal über „die kreative Weiterbildung  deutsch-reformpädagogischer Konzeptionen und Praktiken“ in Palästina empfunden habe. Diese reformpädagogische Begeisterung hat bei Rosenthal aber immer schon einen religiösen Unterbau, der nicht nur seine erste Auswanderung nach Palästina leitete, sondern auch die Entwicklung seiner Erziehungsvorstellungen. Rosenthal war ein sozialistischer Zionist und ein „religiös geprägter jüdischer Pädagoge“. Für Rosenthal ist es eine „Grundtatsache“, „daß die jüdische Bevölkerung in allen Ländern eine historisch, soziologisch, sozial-psychologisch und noch dazu religiös unterschiedene ethnische Gruppe darstellt, deren Sonderheiten selbst im Falle einer weitgehenden Assimilation sich nicht völlig verwischen, wogegen sie im Falle einer bewußten Bejahung noch zu stärkerer Ausprägung kommen können.“ Das Bewusstsein hierfür zu stärken, ist sein erklärtes Ziel, und das heißt für ihn: „Die jüdische Schule soll auf den Trümmern der Emanzipation wieder Israel-Bewußtsein erzeugen. Sie hat dafür keinen anderen Weg als den, der zu den Quellen des Judentums zurückführt. Dieser Weg ist der ewig zeitgemäße für eine jüdische Schule. […] Das Hebräische muß zum Zentrum der jüdischen Bildung des Schülers wieder werden. […] Das Bild der jüdischen Schule, die unsere Zeit braucht, wäre durchaus unvollständig, wenn es nicht nachdrücklich auch auf die Bedeutung einer körperlichen und manuellen Bildung der Schüler hinwiese.“
Auch wenn daneben noch die Forderung steht, die Geschichte und Bedeutung des Zionismus sowie Palästinakunde zu lehren, verbirgt sich nach Schachne dahinter keine vordergründige national-jüdische Orientierung. Vielmehr habe die erzieherische Aufgabe für Rosenthal darin bestanden, „die jungen Juden mit einem Bildungsgut vertraut zu machen, das sich aus der Kultur und Tradition ihrer eigenen, jahrhundertealten Gemeinschaft entwickelt hatte. Dies waren die Elemente, aus denen sich die geistige Ausstattung zusammensetzte, die ihnen zu einer selbständigen Entscheidung über die Gestaltung der Zukunft verhelfen sollte.“ Feidel-Mertz erblickt darin die Idee zu einer geistig-seelischen Stärkung einer jüdischen Schulgemeinschaft mit einer angestrebten Erziehung zu „einer ‚doppelten Identität‘ auf der Basis sowohl der jüdischen wie einer anderen nationalen Kultur, entweder der heimatlich deutschen oder eines potentiellen Exillandes“. Und Peter W. A. Schmidt betont besonders die diesen Vorstellungen innewohnende Forderung nach Selbständigkeit, die anzustreben sei „z. B. durch möglichst viel Eigentätigkeit der Kinder/Jugendlichen, insbesondere schon in der frühen Kindheit im Kreise der Familie. Dies ermögliche eine mutige Haltung, wiederum als Voraussetzung für Selbstbewußtsein. Für Rosenthal/Jaschuwi gehörten immer intensive Förderung von Leib, Seele und Geist zusammen, deshalb auch die starke Betonung des Sports, jedoch alles in weitgehender Freiheit. Erziehung beinhalte immer die konsequente Selbsterziehung der Erzieher und sollte insbesondere durch vorbildliches Leben wirken: Exempla trahunt!“

Für die Umsetzung dieser Vorstellungen, die innerhalb der damaligen jüdischen Organisationen nicht unumstritten waren, fand Hugo Rosenthal im Jüdischen Landschulheim Herrlingen eine geeignete Wirkungsstätte – trotz der schwierigen politischen Randbedingungen. Schon vor seiner zweiten Auswanderung, 1938, hatte er versucht, seine pädagogischen Vorstellungen auch in Palästina zu verankern. Über seinen Freund Hans Beyth, versuchte er Unterstützer für seinen Plan einer „Kinderdorfprovinz“ zu finden: Jeweils dreihundert Kinder und Jugendliche, vorwiegend aus Deutschland gerettete Kinder, sollten sich möglichst autonom eine neue Heimat aufbauen. Mit Hilfe nur weniger Erwachsener sollten sie ihren Lebensunterhalt weitgehend durch eigene Arbeit sicherstellen. Dieser Plan fand wenig Unterstützung in zionistischen Kreisen und scheiterte an finanziellen und strukturellen Plänen. Auch in späteren Jahren, nach seiner Auswanderung nach Palästina, fand seine Arbeit nicht nur Zustimmung. Seine reformpädagogischen Konzepte stießen ebenso auf Widerstand wie sein Festhalten an einer Synthese von jüdischem Glauben und Sozialismus. Dies war insbesondere für sozialistische Siedler, die keine Bindung an die jüdische Religion mehr hatten, wenig akzeptabel. Dennoch verabschiedete er sich 1956 aus Anlass seiner Pensionierung voller Optimismus von seiner langjährigen Wirkungsstätte.

„Meine Bıüder und Freunde, hier sind meine drei Glaubenssätze: an Gott, an den Menschen und an den Fortschritt der Menschheit. Dieser Glaube hat mich auf all meinen Wegen begleitet und all mein Handeln geleitet. Hatte ich auf meinem Wege Erfolg, war ich mir immer bewußt, daß es nicht mein Anrecht allein war, darauf zu pochen; und wenn ich Mißerfolg hatte, wußte ich, daß er nicht vom Himmel allein kam … Die Arbeit ist zu Ende, doch nicht abgeschlossen. Es gibt kein Ende für das Erziehen der Generationen.“

Josef Jashuvis letzte Lektüre war Franz Rosenzweigs religionsphilosophisches Werk Der Stern der Erlösung.

## Würdigungen
- Am 28. Februar 1957 wurde Josef Jashuvi in Genf mit dem Ordre De Mérite der Union Internationale de Protection de l'Enfance für seine Verdienste um den Schutz und die Erziehung der Kinder in Europa und Israel ausgezeichnet.[36]
- Das Denkstättenkuratorium NS-Dokumentation Oberschwaben zeigt auf seiner Webseite eine Galerie der Aufrechten, auf der bislang „28 Künstlerinnen und Künstler […] sich in ihren Werken den Menschen des Widerstands genähert [haben], um Empathie zu wecken und die biographische Vielschichtigkeit der Unangepassten darzustellen. […] Die Galerie besteht momentan aus rund 60 Porträts von Menschen des Widerstands gegen die NS-Gewaltherrschaft und von Opfern des NS-Regimes.“.[37] Ein Porträt dort ist Hugo Rosenthal (Joseph Jashuvi) gewidmet. Es wurde von dem Künstler Hermann Schenkel gemalt.[38]

## Werke
- Der Sabbath, in: Der Jude. Eine Monatsschrift, Jg. 7, 1923, Heft 12, S. 714-726 (Online).
- Zur Geschichte der Brith Haolim. In: Der Junge Jude, Heft 4, Juli 1930, S. 128-130 (Online). Rosenthal bestand in einer Anmerkung zur Artikelüberschrift „auf dem ungebräuchlichen, aber grammatisch richtigen Gebrauch des weiblichen Artikels für das Hebräische Wort ‚Brith‘“.
- Der Beginn der Pubertät bei jüdischen Kindern. In: Zeitschrift für pädagogische Psychologie und Jugendkunde. 33, 1932, S. 63 ff. (online)
- Der Typengegensatz in der jüd. Religionsgeschichte. In: C. G. Jung: Wirklichkeit der Seele. Anwendungen und Fortschritte der neueren Psychologie. Rascher, Zürich 1934.
- Lebenserinnerungen. herausgegeben von Micheline Prüter-Müller und Peter Wilhelm A. Schmidt. Verlag für Regionalgeschichte, Bielefeld 2000, ISBN 3-89534-378-1. („Zum größten Teil schildert sie Kindheit und Jugend des Autors in Westfalen, gelegentlich gebrochen durch Reflexionen über die konfliktreiche Koexistenz von Juden und Palästinensern zur Zeit der Niederschrift 1947.“ Aus dem Klappentext des Verlags)
- Das Märchen. In: Iris Nölle-Hornkamp, Hartmut Steinecke (Hrsg.): Westfälische Lebensstationen. Texte und Zeugnisse jüdischer Schriftstellerinnen und Schriftsteller aus Westfalen. Aisthesis, Bielefeld 2007, ISBN 978-3-89528-649-0.
- Education and tradition: forty years of education. Municipal Council, Dept. of Education and Culture, Haifa 1966. (Das Buch ist im WorldCat als englischer Titel gelistet, es ist aber auf Hebräisch erschienen und war eine Würdigung der Stadt Haifa zu Jashuvis 79. Geburtstag. Es enthält eine Sammlung von Aufsätzen[25])
- Im WorldCat werden weitere Bücher von ihm in hebräischer Sprache gelistet.